# جیهان ابراهیم
جیهان ابراهیم (عربی مصری: چيهان إبراهيم؛ زادهٔ ۲ دسامبر ۱۹۸۶)، روزنامه‌نگار و فعال حقوق بشر اهل مصر است. او به عنوان نسل جدید 《شهروند روزنامه‌نگار》 با اشاعه اخبار از طریق
رسانه‌های اجتماعی به شهرت رسید. به دنبال همین، عکس او در جلد اول مجله تایم به عنوان یکی از رهبران در میدان تحریر در خلال انقلاب ۲۰۱۱ مصر چاپ شد.